# Ion Mircea Enescu
Ion Mircea Enescu (n. 9 februarie 1920, Cluj, România – d. 25 octombrie 2010) a fost un arhitect modernist român, membru în comitetul de conducere al UAR (1991-1998).

## Proiecte[3]
- Maternitatea Polizu (1951)

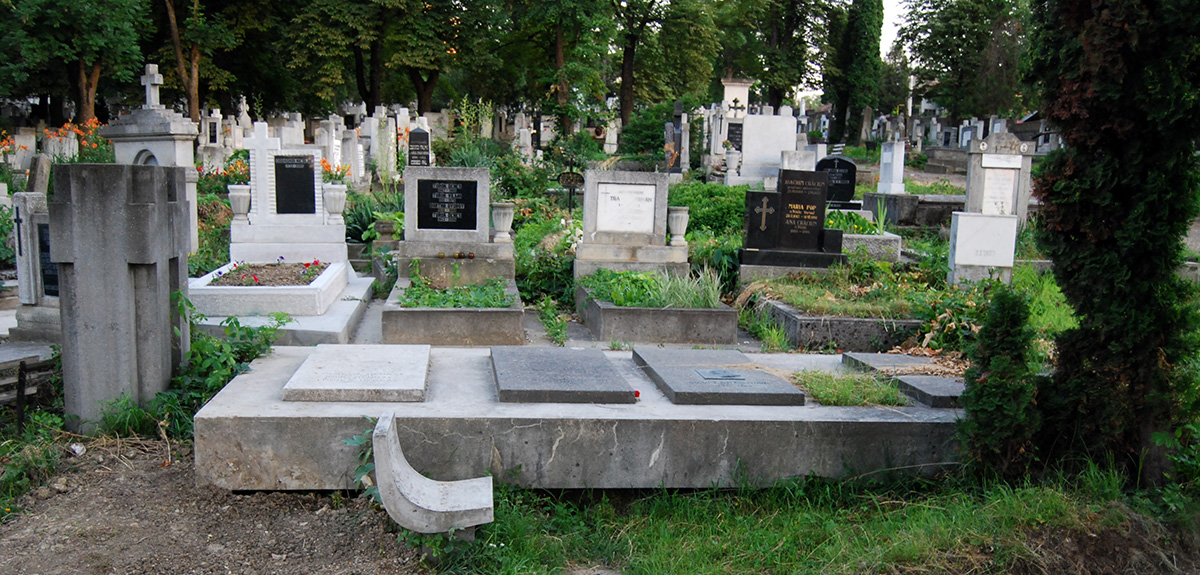
Mormântul familiei Dragomir, din cimitirul central Cluj

- Mormântul familiei istoricului Silviu Dragomir (1962)
- Complexul industrial Militari, etapa 1 (1965)
- Sala de sport Cluj (1965)
- Sala de sport Pitești (1969)
- Sala de sport Iași (1970)
- Sala de sport Deva (1971)
- Facultatea de mecanică din Cluj-Napoca (1978), Secția de metalurgie (1980)